# مورفريسبورو (الولايات المتحدة الأمريكية)
مورفريسبورو هي مدينة، ومقر المقاطعة، في الولايات المتحدة الأمريكية، تتبع مقاطعة روثرفورد (تينيسي)، بلغ عدد سكانها 108,755 نسمة في 2010، تبلغ مساحتها 145.105487 كيلومتر مربع، رمزها البريدي هو 37127–37130.

## المناخ
يظهر الجدول التالي التغييرات المناخية على مدار السنة لمورفريسبورو:
| البيانات المناخية لـمورفريسبورو | البيانات المناخية لـمورفريسبورو | البيانات المناخية لـمورفريسبورو | البيانات المناخية لـمورفريسبورو | البيانات المناخية لـمورفريسبورو | البيانات المناخية لـمورفريسبورو | البيانات المناخية لـمورفريسبورو | البيانات المناخية لـمورفريسبورو | البيانات المناخية لـمورفريسبورو | البيانات المناخية لـمورفريسبورو | البيانات المناخية لـمورفريسبورو | البيانات المناخية لـمورفريسبورو | البيانات المناخية لـمورفريسبورو | البيانات المناخية لـمورفريسبورو |
| الشهر | يناير                           | فبراير                          | مارس                            | أبريل                           | مايو                            | يونيو                           | يوليو                           | أغسطس                           | سبتمبر                          | أكتوبر                          | نوفمبر                          | ديسمبر                          | المعدل السنوي                   |
| --- | ------------------------------- | ------------------------------- | ------------------------------- | ------------------------------- | ------------------------------- | ------------------------------- | ------------------------------- | ------------------------------- | ------------------------------- | ------------------------------- | ------------------------------- | ------------------------------- | ------------------------------- |
| متوسط درجة الحرارة الكبرى °ف (°م) | 48 (9)                          | 53 (12)                         | 62 (17)                         | 71 (22)                         | 79 (26)                         | 87 (31)                         | 90 (32)                         | 90 (32)                         | 84 (29)                         | 73 (23)                         | 62 (17)                         | 51 (11)                         | 70.8 (21.6)                     |
| متوسط درجة الحرارة الصغرى °ف (°م) | 25 (−4)                         | 28 (−2)                         | 35 (2)                          | 44 (7)                          | 53 (12)                         | 62 (17)                         | 67 (19)                         | 65 (18)                         | 57 (14)                         | 45 (7)                          | 37 (3)                          | 29 (−2)                         | 45.6 (7.6)                      |
| الهطول إنش (مم) | 4.33 (110)                      | 4.29 (109)                      | 4.84 (123)                      | 4.09 (104)                      | 5.47 (139)                      | 4.76 (121)                      | 4.8 (120)                       | 3.62 (92)                       | 4.02 (102)                      | 3.35 (85)                       | 4.57 (116)                      | 5.28 (134)                      | 53.42 (1٬357)                   |
| المصدر: "Monthly Average Temperatures and Precipitation in Murfreesboro". U.S. climate data. U.S. climate data. مؤرشف من الأصل في 2023-03-21. اطلع عليه بتاريخ 2019-12-31. |                                 |                                 |                                 |                                 |                                 |                                 |                                 |                                 |                                 |                                 |                                 |                                 |                                 |

## أعلام
- جيمس إدواردز رينز
- سارة بوك
- جيمس د. ريتشاردسون
- تشاك تايلور
- مارغريت ريا سيدون
- ديفيد دبليو ديكنسون
- بوبي إدواردز
- دايفيد برايس
- جيمس بوكنان جونيور
- باري إ. ويلمور